# Agrostis mannii
Espèce
Synonymes
- Agrostis mannii subsp. mannii[1]
- Calamagrostis mannii (Hook.f.) Engl.[1]
- Deyeuxia mannii Hook.f.[1] [2]

Statut de conservation UICN

 NT  : Quasi menacé
Agrostis mannii encore appelé Deyeuxia mannii Hook.f. est une espèce d'herbacées de la famille des Gramineae, d'autres classifications la catégorisent dans la famille des Poaceae. Elle se développe dans les sous-bois des forêts tropicales et subtropicales. Bien qu'à un faible niveau, elle est une plante menacée d'extinction à cause de la déforestation. 

## Étymologie
Son épithète spécifique mannii rend hommage au botaniste allemand Gustav Mann qui collecta les premiers spécimens à Fernando Po (auj. Bioko) en mai 1862.

## Description
Herbe pérenne cespiteuse, atteignant 0,6-1 m de hauteur. Feuilles variables, convolutées, atteignant 20 cm de longueur; ligule hyaline, longue de 2-3 mm.
Inflorescence en panicule lancéolée lâche et ouverte, longue de 25 cm, ayant des branches flexueuses et filiformes atteignant jusqu'à 4 cm de longueur; épillets à l'extrémité des branches.
Epillets longs de 3,5-5,5 mm, violacés; rachéole parfois prolongée. Glumes plus longues que la lemma. Lemmas longues de 3-3,5 mm, pileuses, portant 3 subules, 2 latérales et une médiane; arête basale coudée, longue de 4-6 mm; paléa aussi longue que la lemma.

## Répartition et habitat
La sous-espèce Agrostis mannii subsp. mannii est endémique du Cameroun, où on la trouve sur les montagnes de l'Ouest entre 1 600 et 3 000 m, et de l'île de Bioko en Guinée équatoriale.

## Liste des sous-espèces
Selon Catalogue of Life (12 août 2017) :
- sous-espèce Agrostis mannii subsp. aethiopica
- sous-espèce Agrostis mannii subsp. mannii

Selon World Checklist of Selected Plant Families (WCSP) (12 août 2017) :
- sous-espèce Agrostis mannii subsp. aethiopica S.M.Phillips (1986)
- sous-espèce Agrostis mannii subsp. mannii

Selon Tropicos (12 août 2017) (Attention liste brute contenant possiblement des synonymes) :
- sous-espèce Agrostis mannii subsp. aethiopica S.M. Phillips
- sous-espèce Agrostis mannii subsp. mannii